# Jiro (músico)
Jiro (和 山 义 仁, Wayama Yoshihito, 17 de octubre de 1972 en Hakodate, Hokkaido) es el bajista de la popular banda de rock japonés Glay. También es el bajista de su banda lateral The Predators. Fue el último miembro de la línea oficial para unirse a Glay, en 1992.
Jiro solía ser un guitarrista en sus primeras bandas, y solo recogió el bajo cuando se unió a la banda indie "Pierrot", en Hakodate. En 1992, Pierrot, se trasladó a Tokio para ampliar su carrera, pero se disolvió poco después. Jiro fue invitado a unirse por Takuro a Glay. Al principio se negó, pero como Takuro insistió, aceptó tocar un concierto con ellos. Terminó quedándose en la banda después.
Jiro es considerada la cara de niño en el grupo y es un favorito entre las niñas adolescentes. Durante mucho tiempo, que lucía un look juvenil, con sus peinados y ropa de marcas de colores junto con sus travesuras infantiles en el escenario. Fuera del escenario sin embargo, Jiro es generalmente tranquilo.
Se casó en el año 2000 con una mujer llamada Reiko, ex-editora de la revista musical "WHAT'S IN". Jiro ha trabajado en construcción cuando llegó a Tokio, después de graduarse de High School.
Jiro es presentador de un programa de radio en FM Funky802, "Buggy Crash Night".

## Canciones de Jiro

### En GLAY
- Shutter Speeds no Tema, de 1996 álbum BELOVED(música Jiro, letra Takuro).
- Kanariya, de BELOVED (música Jiro, letra Takuro).
- Biribiri Crashman, de 1998 álbum pure soul(música Jiro, letra Takuro).
- Good bye bye Sunday, de 2000 single Tomadoi/Special Thanks(música y letra ).
- TIME, de 2000 single Missing You(música y letra).
- Highway #5, de 2001 álbum ONE LOVE(música y letra).
- Mister Popcorn, de álbum ONE LOVE(música y letra).
- NEVERLAND, de 2002 álbum "UNITY ROOTS & FAMILY, away" (música Jiro, letra Takuro).
- BUGS IN MY HEAD, de 2004 álbum THE FRUSTRATED (música y letra).
- AMERICAN INNOVATION, de 2007 LOVE IS BEAUTIFUL(música Jiro, letra Takuro).

### En The Predators
- Dizzy Life, de 2005 álbum Hunting! (música Jiro, letra Sawao Yamanaka).
- Sleepy Dragon, de 2005 álbum Hunting! (música Jiro, letra Sawao Yamanaka).
- Lizard Man, de 2005 álbum Hunting! (música Jiro, letra Sawao Yamanaka).
- Rock'n'Roll Lay Down, de 2008 álbum Kiba wo Misero (música Jiro, letra Sawao Yamanaka).
- Shoot the Moon, de 2008 álbum Kiba wo Misero (música Jiro, letra Sawao Yamanaka).
- Island, de 2008 álbum Kiba wo Misero (música Jiro, letra Sawao Yamanaka).
- Wild Tiger, de 2008 álbum Kiba wo Misero (música Jiro, letra Sawao Yamanaka).